# John Gale
John Gale (* 13. Dezember 1953 in London; † 18. November 2019) war ein professioneller britischer Pokerspieler aus England. Er gewann zwei Bracelets bei der World Series of Poker und 2005 das Main Event des PokerStars Caribbean Adventures.

## Persönliches
Gale arbeitete vor seiner Pokerkarriere als Unternehmensberater. Im Jahr 2012 wurde bei ihm ein Hirntumor diagnostiziert. Er starb am 18. November 2019 im Alter von 65 Jahren.

## Pokerkarriere

### Werdegang
Gale spielte seit 2004 Poker. Er gewann Anfang Januar 2005 das Main Event der World Poker Tour. Dafür setzte er sich beim PokerStars Caribbean Adventure auf den Bahamas gegen 460 andere Spieler durch und erhielt eine Siegprämie von knapp 900.000 US-Dollar. Im Juni 2005 war der Brite erstmals bei der World Series of Poker (WSOP) im Rio All-Suite Hotel and Casino am Las Vegas Strip erfolgreich und kam insgesamt viermal in die Geldränge; das meiste Preisgeld von über 200.000 US-Dollar sicherte er sich dabei mit einem zweiten Platz in der Variante Pot Limit Hold’em. Bei der WSOP 2006 gewann er ein Turnier in Pot Limit Hold’em und erhielt ein Bracelet sowie rund 375.000 US-Dollar Preisgeld. Ende Januar 2007 belegte Gale beim Championship Event der Borgata Winter Open in Atlantic City den mit knapp 450.000 US-Dollar dotierten dritten Platz. Im Juni 2015 sicherte sich der Brite sein zweites Bracelet und gewann das No Limit Hold’em Turbo der WSOP 2015 mit einer Siegprämie von knapp 300.000 US-Dollar. Seine letzte Geldplatzierung erzielte er im November 2018 bei der Grosvenor UK Poker Tour in London.
Insgesamt hat sich Gale mit Poker bei Live-Turnieren knapp 4 Millionen US-Dollar erspielt.

### Braceletübersicht
Gale kam bei der WSOP 19-mal ins Geld und gewann zwei Bracelets:
| Jahr | Buy-in (in $) | Turnier                | Teilnehmer | Preisgeld (in $) |
| ---- | ------------- | ---------------------- | ---------- | ---------------- |
| 2006 | 2500          | Pot-Limit Hold’em      | 0562       | 374.849          |
| 2015 | 1000          | No-Limit Hold’em Turbo | 1791       | 298.290          |